# Bob Mendes
Bob Mendes (Amberes, Bélgica, 15 de mayo de 1928-1 de octubre de 2021) fue un escritor belga conocido por sus novelas negras y su escritura en idioma neerlandés. También escribió poesía y cuentos.

## Obras
Fue creador de un estilo llamado Faction thriller, es decir historias que nacen de hechos reales pero que luego evolucionan en contextos sorprendentemente nuevos. Algunas de sus obras en este estilo son: 
- Het chunnel-syndroom (1989) se basa en el desastre del ferry Herald of Free Enterprise.
- De vierde soera (1990) se inspira de un escándalo acerca de desechos nucleares en Bélgica.
- Rassen/Rellen (1993) se basa en el caso de Rodney King en Los Ángeles.
- Link (1994) trata de piratas informáticos.

Sus libros han sido traducidos en varios países: Estados Unidos, Francia, Alemania, la República Checa, España, Bulgaria y Japón.
En idioma español está disponible el cuento La última visita (De laatste bezoeker), publicado por Crimen Internacional Zaragoza.

## Premios
En Bélgica y Holanda ha obtenido un buen número de premios literarios:
- 1993: El premio Crime Parade por De fraudejagers (Los cazadores del fraude).
- 1993: El premio De Gouden Strop por Vergelding (Venganza).
- 1997: El premio De Gouden Strop por De kracht van het vuur (La fuerza del fuego).[2]
- 2003: El premio Award International Crime Short Story Competition Atanas Mandadjiev en Alemania por el cuento Dirty Dancing.
- 2004: El premio De Diamanten Kogel por Medeschuldig (co-culpable).[2]

## Publicaciones

### Poesía
- Met rook geschreven, 1984 (Escrito con humo)
- Alfa en Omega, 1987 (Alfa y Omega)
- Beste Wensen 3, 1999 (Mejores deseos 3)

### Novelas
- Bestemming Terreur, 1986 (Destino terror)
- Een dag van schaamte, 1988 (Un día de vergüenza)
- Het Chunnel-syndroom, 1989 (El síndrome chunnel)
- De vierde soera, 1990 (La cuarta sura)
- De fraudejagers, 1991 (Los cazadores del fraude)
- Vergelding, 1992 (Venganza)
- Rassen/Rellen, 1993 (Razas/Revueltas)
- Link, 1994 (Link)
- De kracht van het vuur, 1996 (La fuerza del fuego)
- De kracht van het ijs, 1998 (La fuerza del hielo)
- De smaak van vrijheid, 1999 (El sabor de la libertad)
- Bloedrecht, 2001 (El derecho de la sangre)
- Medeschuldig, 2003 (Co-culpable)
- De kracht van het bloed, 2003 (La fuerza de la sangre)
- Stukken van mensen, 2005 (Pedazos de personas)
- Vermoorde onschuld, 2006 (Inocencia asesinada)

### Antologías de cuentos
- Meedogenloos, 1995 (Sin escrúpulos)
- Misdaad en meesterschap, 1997 (Crimen y maestría)
- Verslag aan de koning, 1999 (Informe al Rey)
- Dirty Dancing, 2000 (Dirty Dancing)
- De beste misdaadverhalen uit Vlaanderen, 2002 (Los mejores cuentos negros de Flandes)
- Spannende verhalen, 2004 (Cuentos de tensión)
- Doorgeladen, 2006 (Cargado)